# Hypenopsis dioda
Hypenopsis dioda är en fjärilsart som beskrevs av George Francis Hampson. Hypenopsis dioda ingår i släktet Hypenopsis och familjen nattflyn. Inga underarter finns listade i Catalogue of Life.